# René-Louis Delagueulle de Coinces
René-Louis Delagueulle de Coinces, né le 15 avril 1736 à Gien (Loiret), mort le 28 novembre 1809 à Paris, est un homme politique de la Révolution française.

## Biographie
Procureur du roi à Orléans sous l'Ancien Régime, René-Louis Delagueulle de Coinces devient président du tribunal de la ville au début de la Révolution.
En septembre 1792, il est élu député du département du Loiret, le septième sur neuf, à la Convention nationale.
Il siège sur les bancs de la Montagne. Lors du procès de Louis XVI, il vote la mort et rejette l'appel au peuple et le sursis à l'exécution. En avril 1793, il vote contre la mise en accusation de Jean-Paul Marat. En mai de la même année, il vote contre le rétablissement de la Commission des Douze.
Sa fille Adelaïde épouse son collègue député Jacques-Léonard Goyre-Laplanche, député de la Nièvre et prêtre jureur.

## Sources
1. ↑  Archives parlementaires de 1787 à 1860, Première série, tome 52, p. 47.
2. ↑  Jacques-François Froullé, « Liste comparative des cinq appels nominaux. Faits dans les séances des 15, 16, 17, 18 et 19 janvier 1793, sur le procès et le jugement de Louis XVI [...] » , sur www.gallica.bnf.fr, 1793 (consulté le 27 mars 2024)
3. ↑  Archives parlementaires de 1787 à 1860, Première série, tome 62, séance du 13 avril 1793, p. 62.
4. ↑  Archives parlementaires de 1787 à 1860, Première série, tome 65, séance du 28 mai 1793, p. 535.
5. ↑  Ruth Graham, « Les mariages des ecclésiastiques députés à la Convention », Annales historiques de la Révolution française, vol. 262, no 1,‎ 1985, p. 480–499 (DOI 10.3406/ahrf.1985.1132, lire en ligne, consulté le 27 mars 2024)

- « René-Louis Delagueulle de Coinces », dans Adolphe Robert et Gaston Cougny, Dictionnaire des parlementaires français, Edgar Bourloton, 1889-1891 [détail de l’édition]